# Гуанта (муниципалитет)
Гуанта (исп. Guanta) — муниципалитет в составе венесуэльского штата Ансоатеги. Административный центр — город Гуанта.

## Административное деление
Муниципалитет делится на 2 прихода:
- Гуанта
- Чоррерон